# Nichtlineare Dirac-Gleichung
Eine nichtlineare Dirac-Gleichung beschreibt in der relativistischen Quantenfeldtheorie die Eigenschaften und das Verhalten von selbstwechselwirkenden Dirac-Fermionen. Sie geht mit zusätzlichen nichtlinearen Beträgen des Dirac-Spinors über die Dirac-Gleichung hinaus (ähnlich wie die Gross-Pitaevskii-Gleichung eine nichtlineare Verallgemeinerung der Schrödinger-Gleichung in der nichtrelativistischen Quantenfeldtheorie ist).
Beispiele für nichtlineare Dirac-Gleichungen sind das Soler-Modell, das Thirring-Modell und das Gross-Neveu-Modell.
Anwendung finden nichtlineare Dirac-Gleichungen unter anderem in der Einstein-Cartan-Theorie, einer Verallgemeinerung der Allgemeinen Relativitätstheorie mit zusätzlicher Berücksichtigung des Spins der Materie.